# Parallelia banian
Parallelia banian là một loài bướm đêm trong họ Erebidae.